# تپه دارایی (الف)
تپه دارایی (الف) مربوط به دوران پیش از تاریخ ایران باستان است و در شهرستان خرم‌آباد، بخش مرکزی، روستای دارایی واقع شده و این اثر در تاریخ ۱۷ اسفند ۱۳۸۱ با شمارهٔ ثبت ۸۰۰۶ به‌عنوان یکی از آثار ملی ایران به ثبت رسیده است.